# Jeroni Gil
Jeroni Gil, actiu entre el desembre de 1622 i 1627 (tot i que algunes fonts n'allarguen la seva activitat fins al 1630 o 1631, fou un impressor de Barcelona que es va establir a Tortosa.
Fou el bisbe de Tortosa i President de la Generalitat Lluís de Tena Gómez qui el feu venir a la ciutat. La seva producció es redueix a escassament catorze títols, entre els quals destaquen: Historia de la Santa Cinta con que la Madre de Dios honró la catedral y ciudad de Tortosa; un Libro de San Antonio de Padua (1622) obra de Mateo Alemán i que va costejar el llibreter tortosí Pau Mateu; el Breve y compendioso tratado de arismética (1624), obra del mestre tortosí Pau Cerdà; i finalment una Historia de la antigua Hibera (1626), obra de Francesc Martorell i de Luna, qui precisament serà qui continuarà la seva activitat impressora.